# Haplophthalmus graecus
Haplophthalmus graecus är en kräftdjursart som beskrevs av Karl Wilhelm Verhoeff1908. Haplophthalmus graecus ingår i släktet Haplophthalmus och familjen Trichoniscidae. Inga underarter finns listade i Catalogue of Life.